# Dobroń (gmina)
Pour les articles homonymes, voir Dobroń.

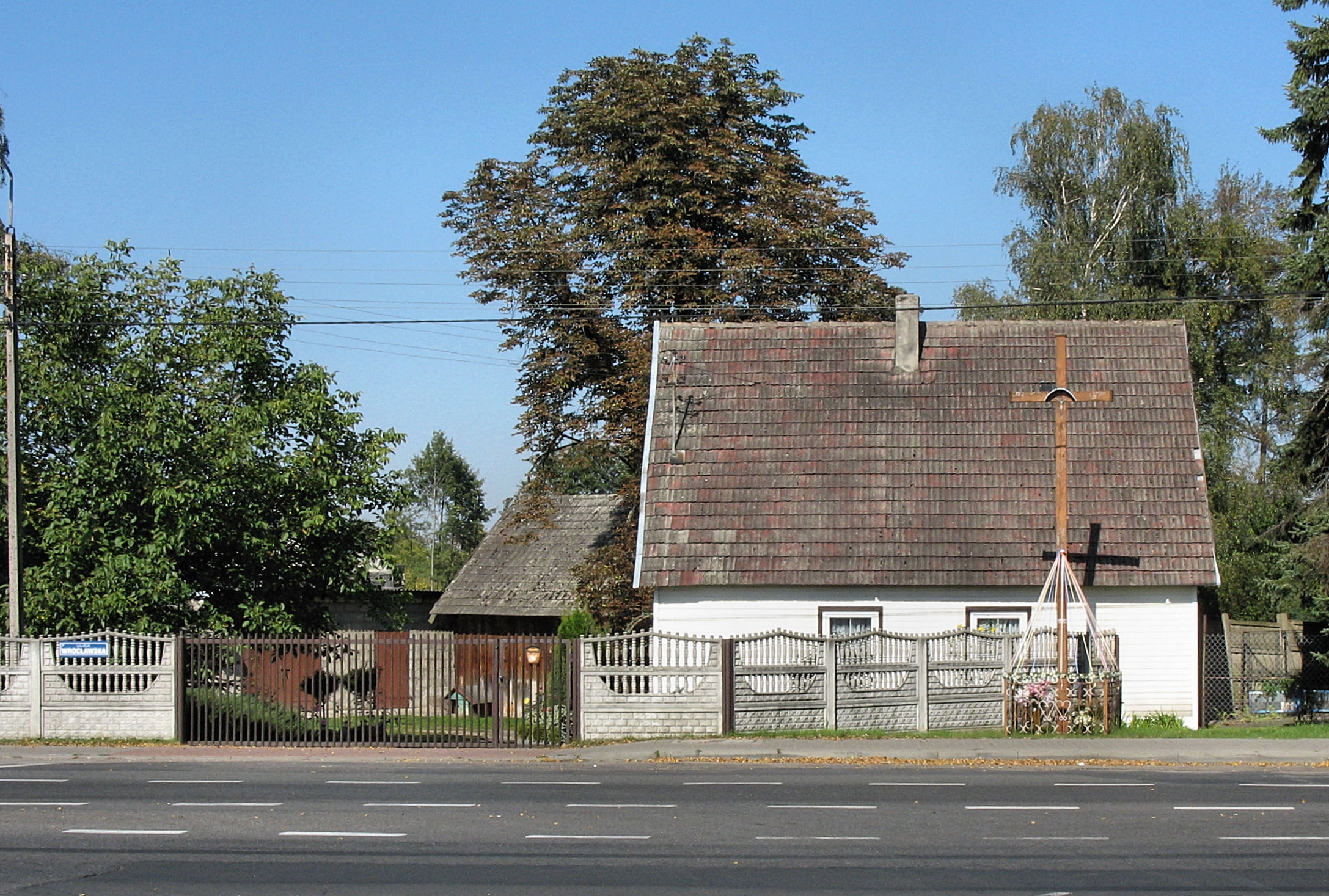
Dobroń

Dobroń est une gmina (commune) rurale (gmina wiejska) du powiat de Pabianice, dans la Voïvodie de Łódź, dans le centre de la Pologne.
Son siège administratif (chef-lieu) est le village de Dobroń, qui se situe environ 10 kilomètres (km) à l'ouest de Pabianice (siège du powiat) et 23 kilomètres au sud-ouest de la capitale régionale Łódź (capitale de la voïvodie).
La gmina couvre une superficie de 94,37 km2 pour une population de 6 886 habitants en 2006.

## Géographie
La gmina inclut les villages et localités de :
- Barycz
- Chechło Drugie
- Chechło Pierwsze
- Dobroń
- Dobroń Duży
- Dobroń Mały
- Dobroń Poduchowny
- Ldzań
- Markówka
- Mogilno Duże
- Mogilno Małe
- Morgi
- Orpelów
- Poleszyn
- Róża
- Wymysłów Francuski
- Wymysłów-Piaski

### Gminy voisines
La gmina de Dobroń est voisine de:

la ville de :
- Pabianice

et des gminy suivantes :
- Dłutów
- Łask
- Pabianice
- Wodzierady

## Administration
De 1975 à 1998, le village était attaché administrativement à l'ancienne voïvodie de Sieradz.

Depuis 1999, il fait partie de la nouvelle voïvodie de Łódź.

## Structure du terrain
D'après les données de 2007, la superficie de la commune de Dobroń est de 94,37 kilomètres carrés, répartis comme telle :
- terres agricoles : 52 %
- forêts : 41 %

La commune représente 19,40 % de la superficie du powiat.

## Démographie
Données du 31 décembre 2007 :
| Description        | Total  | Total | Femmes | Femmes | Hommes | Hommes |
| ------------------ | ------ | ----- | ------ | ------ | ------ | ------ |
| Unité              | Nombre | %     | Nombre | %      | Nombre | %      |
| Population         | 7 077  | 100   | 3 621  | 51,2   | 3 456  | 48,8   |
| Densité (hab./km²) | 74     | 74    | 38     | 38     | 36     | 36     |